# Gustafsonia
Gustafsonia is een geslacht van uitgestorven roofdieren uit de familie van de beerhonden (Amphicyonidae). Dit dier leefde tijdens het Laat-Eoceen in Noord-Amerika. De typesoort is Gustafsonia cognita (synoniem: Miacis cognitus).

## Naamgeving
Gustafsonia werd aanvankelijk beschreven als Miacis cognitus. Inmiddels zijn diverse voormalige Miacis-soorten hernoemd tot afzonderlijke geslachten. Hetzelfde gebeurde in 2016 bij herevaluatie van het fossiele materiaal van Miacis cognitus. Het nieuwe geslacht is vernoemd naar Eric Gustafson vanwege zijn bijdragen aan studies naar roofdieren uit het Eoceen.

## Fossiele vondsten
Fossielen van Gustafsonia zijn gevonden in Chambers Tuffs in Texas en dateren uit het Vroeg-Chadronian, ongeveer 38 miljoen jaar geleden. Op dezelfde locatie zijn ook resten van de verwante Angelarctocyon gevonden die iets eerder tijdens het Duchesnean leefde.

## Kenmerken
Gustafsonia was een van de kleinste en vroegste beerhonden. Het gewicht wordt geschat op 2,3 kilogram.